# Revesby Heights, New South Wales
Revesby Heights este o suburbie în Sydney, Australia.